# Ludovic Clemente
Ludovic Clemente Garcés (Andorra la Vieja, Andorra, 9 de mayo de 1986) es un exfutbolista andorrano que jugaba en la posición de mediocampista.

## Selección nacional
Fue internacional con la selección de Andorra en 47 ocasiones.

## Clubes
| Club                  | País    | Año       |
| --------------------- | ------- | --------- |
| F. C. Andorra         | Andorra | 2004-2009 |
| C. E. Manresa         | España  | 2009-2010 |
| F. C. Andorra         | Andorra | 2010-2020 |
| Inter Club d'Escaldes | Andorra | 2020-2022 |
| U. E. Santa Coloma    | Andorra | 2022-2024 |

## Palmarés

### Campeonatos nacionales
| Título                      | Club                  | País    | Año     |
| --------------------------- | --------------------- | ------- | ------- |
| Segunda Catalana - Grupo V  | F. C. Andorra         | España  | 2014-15 |
| Primera Catalana - Grupo I  | F. C. Andorra         | España  | 2018-19 |
| Primera División de Andorra | Inter Club d'Escaldes | Andorra | 2020-21 |
| Supercopa de Andorra        | Inter Club d'Escaldes | Andorra | 2020    |
| Primera División de Andorra | Inter Club d'Escaldes | Andorra | 2021-22 |
| Supercopa de Andorra        | Inter Club d'Escaldes | Andorra | 2021    |
| Primera División de Andorra | U. E. Santa Coloma    | Andorra | 2023-24 |
| Copa Constitució            | U. E. Santa Coloma    | Andorra | 2024    |